# Facultad de Medicina de París
La Facultad de Medicina de París forma parte de la Universidad de París desde 1794 , teniendo sus orígenes en la antigua Facultad de Medicina de París, fundada alrededor del año 1200. Tras su refundación en 1808, se trasladó a los edificios de la antigua Real Academia de Cirugía, en el número 12 de la rue de l'École-de-Médecine, posteriormente renombrada como los edificios de la École de Médecine , y al antiguo convento de los Cordeliers , en el número 15 de la rue de l'École-de-Médecine, en el campus del Barrio Latino de París. En 1971 , se dividió en varias facultades.

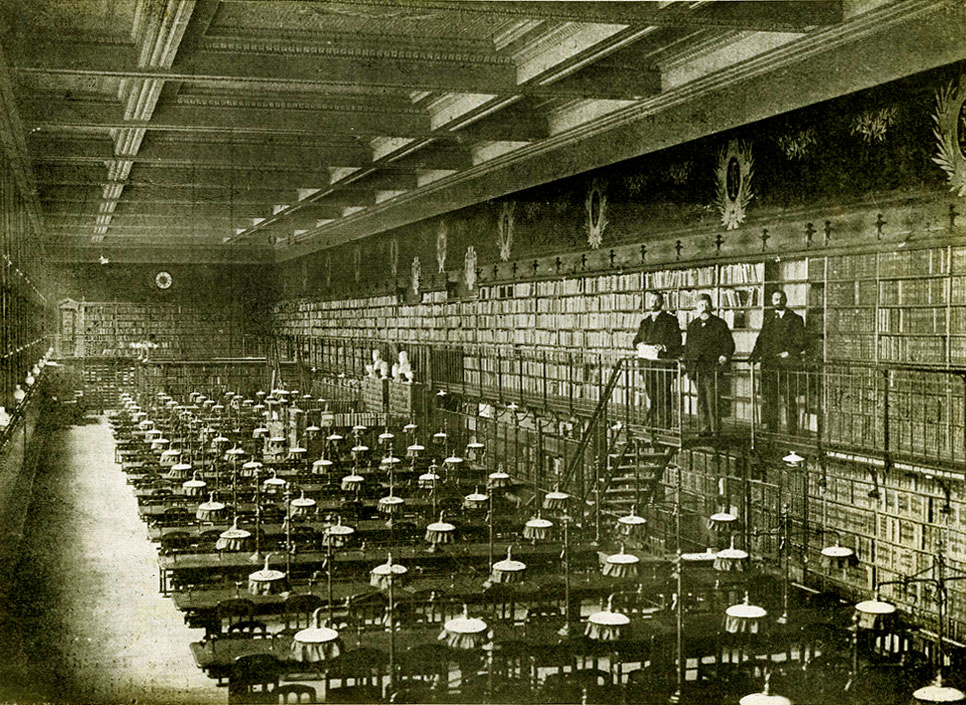
Biblioteca de Facultad de Medicina, que jugó un papel importante en la formación de los médicos.

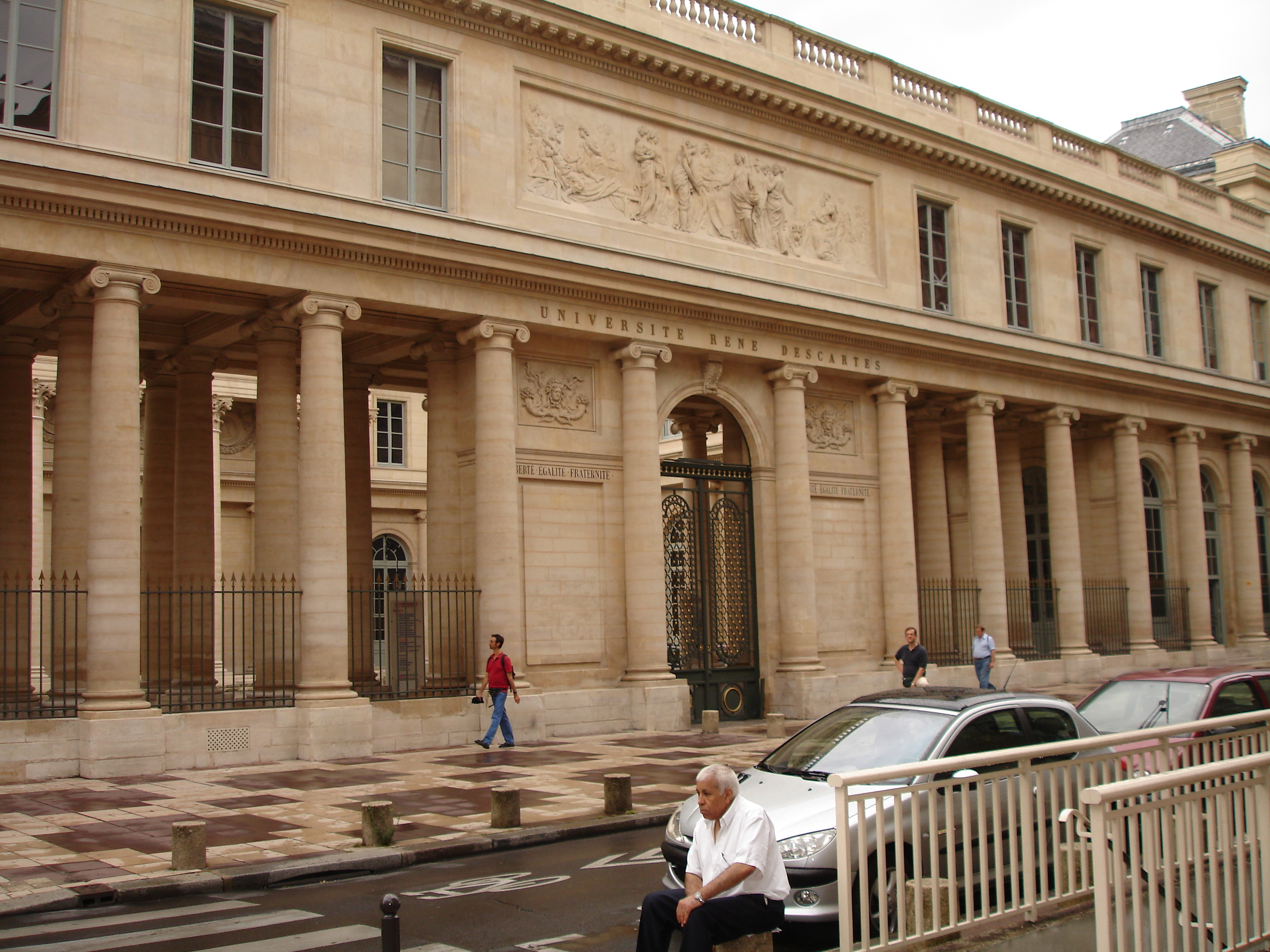
Sede de la Facultad de Medicina de París, antiguo Collège de Chirurgie.

## Historia

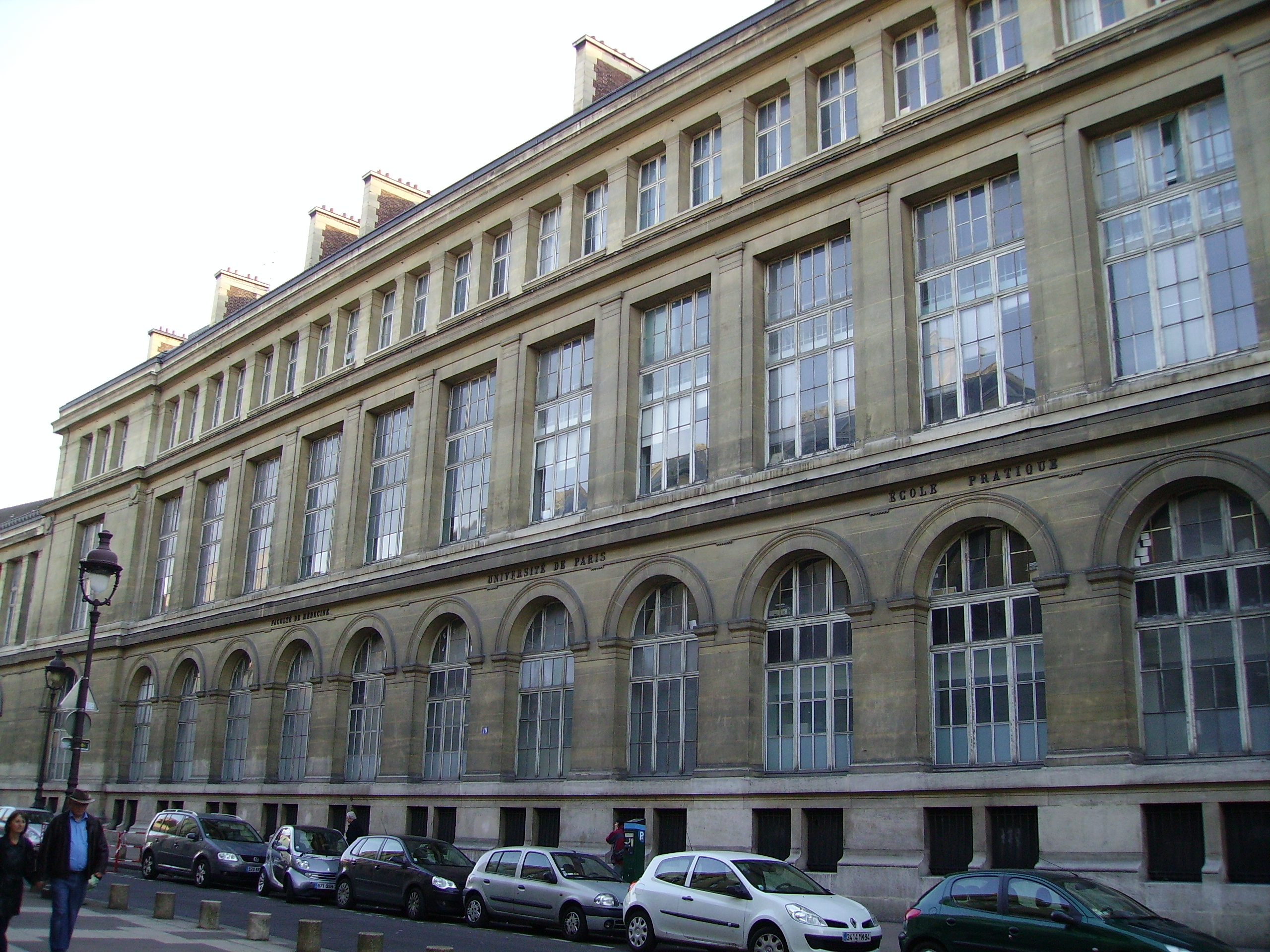
Edificio de la escuela práctica de la facultad de medicina de París

Durante la Edad Moderna, la universidad francesa había vivido una situación de continuo declive. En 1793, tras los sucesos revolucionarios, fue cerrada y sustituida por escuelas superiores especializadas en derecho, medicina, ingeniería, escuelas normales, etc. De esta forma nació la Escuela Superior de Medicina de París, inaugurada en 1794. Poco después, el 17 de marzo de 1808, se aprueba el decreto por el que nace la Universidad imperial de Francia. La nueva Facultad de Medicina de París nació con ese decreto.
En 1896, se agrupa junto con las otras cuatro escuelas de París para formar la Universidad de París. 
De acuerdo con la ley Faure, en 1970 se dividió entre varias universidades parisinas, distribuidas entre los hospitales parisinos, y que hoy se reúnen en tres secciones de tres universidades diferentes:
- la Facultad de Medicina de la Universidad de París V Descartes, que alberga alrededor de 9900 estudiantes de medicina ;
- la Facultad de Medicina de la Universidad de París VII Denis Diderot (llamada Bichat, muy querida por el profesor Jean Bernard, opuesto a la división de la medicina y la biología, de aproximadamente 7 700 estudiantes);
- la Facultad de Medicina de la Universidad de la Sorbona (hasta 2017, Universidad Pierre y Marie Curie y hospital Pitié-Salpêtrière, alrededor de 8 000 estudiantes).

Los dos primeras están liderando un proyecto de colaboración (la unificación de la educación dental, por ejemplo), que culminará en una fusión de las dos facultades como un todo para el 1 de enero de 2019.

## Escudo de armas
Fue tardíamente, durante el Renacimiento, cuando la facultad de medicina se dotó de escudo de armas propio. El 2 de octubre de 1597, adoptó el lema " Urbi et Orbi Salus " (Salud en la ciudad y en el mundo) y el escudo que sigue:
- de azur, tres cigüeñas llevan en su pico una ramita de orégano, bajo un sol radiante seguido de nubes.

El lema es una patente otorgada por una bula papal fechada el 23 de marzo de 1460 y firmada por el Papa Nicolás V, médico, graduado por la Universidad de Bolonia y fundador de la Biblioteca del Vaticano, que otorga a cualquier graduado de la Universidad de París reconocimiento para cualquier otra universidad de su jurisdicción en ejercicio. Esta equivalencia universal fue particularmente importante para la facultad de medicina, que prometía a sus futuros médicos una posibilidad de instalación incluso en el extranjero y aseguraba la sostenibilidad del reclutamiento en toda la Europa católica, lo que era menos obvio con el surgimiento al final de la Guerra de los Cien Años de distintas naciones.
El metal del escudo es el azul de Francia. El sol persiguiendo las nubes simboliza las luces provistas por la enseñanza y la lucha contra el oscurantismo. Incluso la propia universidad, con una Biblia de las nubes, fue tal vez una forma irónica de sobresalir de la casa madre al insistir en las afirmaciones científicas o al menos naturalistas de la medicina. Orégano es el nombre griego de la mejorana, antiguamente conocida como la "pequeña imagen sagrada de la Virgen María" (ver "mariole", significado antitético). La fantástica etimología "herba maiorana", es decir, remedio principal en la carabina latina, tal vez fortaleció el significado del remedio soberano. Parece que los doctores se divirtieron mucho haciendo estas armas. La cigüeña es un juego de palabras en francés antiguo, cura (literalmente, el pájaro que guarda la bécquee), y en su legendaria figura de Madre Gigogne, en comparación con un alma mater o una gallina-madre que alberga el estudiantes bajo sus faldas (véase la misma observación de un pico largo que supuestamente se debe nutrir transpuesto en la leyenda de los bebés traídos por las cigüeñas).
La persistencia del escudo de la facultad a través de sus sucesivas disoluciones es un curioso y raro signo de permanencia en la historia de Francia. Sin embargo, no es del todo excepcional, como el Consejo de Estado o el Colegio de Harcourt, por ejemplo.

## Los decanos
Durante el siglo XX, los últimos decanos de la facultad de medicina de París fueron sucesivamente León Binet, Gastón Cordier y George Brewis.

## Edificios
La escuela de medicina de la Edad Media estuvo en los diversos edificios de la Universidad, más o menos especializados. El acceso a los estudios médicos requería una formación inicial en Artes, es decir, estudios generales. La sede de la facultad estaba en la calle de la Bûcherie, frente al Hôtel-Dieu, que se encontraba antes de su reconstrucción en el siglo XIX en la orilla sur de la Île de la Cité, cerca de la sede de la Universidad. Sus representantes oficiaban las ceremonias en las fiestas señaladas en la iglesia de Saint-Julien-le-Pauvre. La sede fue llevada más tarde a la calle Jean de Beauvais, cerca de la universidad de Presles y Beauvais.
Durante el Renacimiento, el Collège des Cordeliers abrió para los cirujanos una sala de anatomía, el anfiteatro Saint-Côme, en la calle École de Médicine, un poco más abajo del actual bulevar Saint Michel. El colegio de los Cordeliers fue llamado así porque alquiló sus edificios al monasterio franciscano ubicado entre la calle actual de la École de Médicine, el bulevar Saint-Michel (luego calle de la Harpe), la calle del Odeon y el actual jardín de Luxemburgo.
El desarrollo de la cirugía, apoyado por el trabajo de Ambroise Paré y la Real Sociedad, les va a llevar a un edificio específico para el colegio de cirujanos en la calle École de Médicine, dependiente de la universidad de Borgoña y transformado en 1763 en Real Academia de Cirugía. Las premisas son modificados en 1794 por el arquitecto Jacques Gondouin (calle lateral de la Escuela a la medicina): un pórtico con cuatro hileras de columnas jónicas en un patio rodeado por una columnata, y un anfiteatro bajo un peristilo corinto. Desde 1855 se mencionan diferentes proyectos de ampliación, pero no se hacen realidad. El proyecto de Ginain Leo es finalmente seleccionada y se comenzó a trabajar en 18797 y se prolongará hasta 1900: una escalera, la sala de juntas, la biblioteca, el museo y los archivos. En la fachada con vistas al Bulevar Saint-Germain, la puerta de entrada "magistral" está enmarcada por dos estatuas de Crauk que representan alegorías de la medicina y la cirugía.
El edificio en el bulevar Saint-Germain en la actualidad es sede de la presidencia y de los servicios centrales de la Facultad de Medicina de París-Descartes y el  el centro de medicina y odontología de la Biblioteca Interuniversitaria de la Salud, el edificio ubicado en el emplazamiento del antiguo convento de Cordeliers alberga la Facultad de Medicina de la Universidad de la Sorbona y hasta 2016 el Museo Dupuytren.
Un anexo importante está en la calle de Saints-Pères, más cerca al Sena. Fue construido en el sitio del Hospital de la Caridad, en manos de los Santos Padres que Catalina de Médici había traído del hospital de Roma e instalado en parte de la abadía de Saint-Germain-des-Prés. Ahora es la Universidad París-Descartes.